# 班禅召
班禅召，汉名法佑寺，位于内蒙古自治区巴彦淖尔市临河区，是一座藏传佛教格鲁派寺院。

## 简介
班禅召最早建于伊克昭盟鄂托克旗的百窑，于1334年落成。班禅召由来自西藏的高僧纳旺班禅喇嘛主持兴建，故得名“班禅召”，初建时该寺有僧人200多人。1469年，察哈尔乃古素八旗的王爷哈立珍汗为了报私怨，将班禅召纵火烧毁。
1488年，班禅召迁至河套地区，在黄河北岸塔尔湾重新兴建。该寺有僧人150名。但此后又被洪水冲毁。
清朝康熙年间，依勒贺宝格达喇嘛将班禅召迁至如今的乌兰图克重建，于1684年建成。此次重建后，班禅召建筑规模庞大，由大殿、脑包、经堂、塔林等建筑组成。庙内供奉的主神为“巴日汗巴各西”（即释迦牟尼）。
班禅召有僧人200多人，活佛2人。活佛之下，有管理寺庙的喇嘛2人，有管理大殿念经的喇嘛2人，有指挥具体事宜的喇嘛1人，有负责外事的喇嘛1人，有负责维护秩序的喇嘛2人。以上18人组成召庙管理会，每年正月初二日举行管理会会议，安排当年的事务。
每年正月十四日、九月二十四日，班禅召各举办庙会一天，庙会期间举行跳舞、摔跤、赛马。
1935年，班禅召被黄河洪水淹没，除了麦达尔大殿外，其余建筑均变为废墟。此后，大活佛单备甲拉僧喇嘛又在班禅召原址兴建了几座简易殿堂。但1944年再度被洪水淹没。后来，单生古石喇嘛重建12间甘珠尔、丹珠尔藏经堂，10间色虎色庙一座；柴力更喇嘛兴建5间寿太庙，苏力更掌木泰喇嘛为大活佛、二活佛建了两处住室。中华人民共和国成立前夕，班禅召有喇嘛100多人。
中华人民共和国成立后，小喇嘛有的还俗回家，有的赴外地上学，大活佛出走，班禅召仅余二活佛及20多名老喇嘛守庙诵经。1953年，七丈高的麦达尔大殿自然毁坏，二活佛“化去”（圆寂），单生古石喇嘛又在麦达尔大殿的基础上兴建了一座简易泥砖塔，苏力更掌木泰喇嘛重建了30间殿堂。1954年，班禅召赴鄂托克旗请来活佛，起名“苏力更林沁”，当年15岁；翌年又将其送往青海塔尔寺学经。
1958年大跃进期间，班禅召遭到拆除。

## 建筑
1684年重建后，班禅召的主要建筑有：
- 院墙：均为砖砌。
- 正门：正门两侧内塑4尊火神，东西两墙开有便门。
- 居巴金堂：位于大经堂前，面阔15间，内塑牙孟达格神1尊，金质，高5尺。该堂是四季念经之所。
- 大经堂：位于麦达尔大殿前面，为两层楼房。下层堂内塑神3尊，均高8尺，塑八大神仙及十八罗汉，均高3尺。北二楼为曼巴金堂，东西两侧是藏经堂，内藏108卷经文，每卷重30斤；丹珠尔经文125卷，每卷重30斤。前二楼上放置镀金铜像5尊，均高3尺。东经堂内，每年自阴历二月二十四日至四月十五日诵经四十九天。
- 麦达尔大殿：是班禅召的正殿，面阔36间，高10丈，殿内塑老佛爷坐像一尊，昼夜燃9盏常明灯。该殿正门上悬挂康熙帝钦赐的金匾一块，匾宽6尺、高5尺，上用汉文、满文、蒙古文、藏文写着“法佑寺”三字，匾四周有9条金龙缠绕，还雕有康熙帝的金印。
  - 天文学堂：位于麦达尔大殿西面，15间，供研究天文的喇嘛学习用。
  - 医学堂：位于麦达尔大殿东面，15间，供研究医学的喇嘛居住。
  - 宝格达喇嘛脑包：位于麦达尔大殿的东北部，为呼风求雨而用。每年阴历五月二十二日为祭雨日，举办摔跤、赛马比赛。
  - 日勒哈脑包：位于麦达尔大殿的西北部，亦为呼风求雨而用。每三年祭雨一次。
- 塔林：位于庙院后墙外，共有63座塔。正中有3座高塔，高3丈，两边各有30座小塔，高2丈。
- 伙房：院内东部有伙房6间，大锅4口，每口大锅可做200人的茶饭。此外还有小锅十余口。[1]